# 卡羅萊娜港球場
卡羅萊娜港球場（英語：Carolina Port）是一個位於蘇格蘭丹地的足球場，該市首個主要運動場地，亦是邓迪足球俱乐部早期的主場。這球場在1896年上演了丹地市首項國際比賽。

## 歷史
丹地東部足球會在1891年便以卡羅萊娜港球場為主場。1893件當丹地東部足球會與丹地我們男孩足球會合併並取得蘇格蘭足球聯賽參賽資格後，一般認為新球會邓迪足球俱乐部會以這球場為主場，因為卡羅萊娜港球場是丹地最好的球場。然而取得這球場使用權的球會卻是斯特拉斯莫足球會，邓迪足球俱乐部只好使用丹地我們男孩足球會前球場西克雷吉公園球場為主場。1894年斯特拉斯莫與丹地流浪者足球會位併並搬離這球場，邓迪足球俱乐部便在球季進行期間搬回這球場。
1896年3月21日，卡羅萊娜港球場上演了丹地市首項國際比賽，蘇格蘭以這球場為主場迎戰威爾斯，並以4-0取勝。
球場的所在位置使它難以擴建，1898年球會的重組決定搬離這球場至丹斯公園球場，並在1899年完成搬遷。而廢棄的球場亦很快因為港口發展而拆除。